# Нойва-ду-Кордейру
Но́йва-ду-Корде́йру (порт. Noiva do Cordeiro — «Невеста Иисуса») — женская сельскохозяйственная коммуна и район (distrito) в Бразилии, в муниципалитете Белу-Вали в штате Минас-Жерайс, в 400 км к северу от Рио-де-Жанейро.
Коммуну основала Мария Сеньоринья ди Лима (Maria Senhorinha de Lima) в 1891 году. По легенде, женщина ушла из дома после измены мужу и была отлучена от католической церкви. В 1950-х годах пуританский пастор-евангелист Анисиу Перейра (Anísio Pereira) женился на девушке из коммуны и основал церковь в коммуне. В 1995 году, после смерти священника церковь была упразднена. Женщины коммуны занимаются сельским хозяйством, торгуют с соседними городами продуктами и женским бельем. Большинство женщин — незамужние, некоторые — замужем. Мужчины — мужья и сыновья женщин коммуны работают в соседних городах. Мужчин допускают в коммуну только на выходные. В коммуне проводятся арт-фестивали.